# Биличі

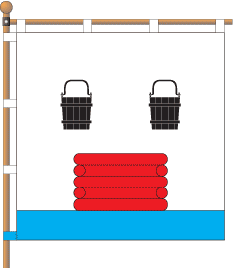
прапор с Биличі

Би́личі — село в Бісковицькій сільській громаді Самбірського району Львівської області України. Населення становить 848 осіб.

## Назва
За роки радянської влади село в документах називали «Біличі». 1989 р. селу дали сучасну назву.

## Історія
Письмова згадка відноситься до 1437 року.
У 1934-1937 рр. Биличі були центром об'єднаної сільської ґміни Самбірського повіту.

## Відомі люди

### Народилися
- Носалевич Олександр Модестович (21.03.1874 — 19.01.1959) — український оперний співак (бас-баритон)
- Звір Володимир Григорович (19.01.1945) — хірург, лікар-офтальмолог, Заслужений лікар РФ.
- Шубак Ігор Романович (1995-2014) — військовослужбовець інженерно-саперного батальйону 703-го інженерного полку (Самбір). Загинув під Маріуполем в результаті підриву автомобіля на фугасній міні.

### Померли
- Черешньовська Анна - вістун, санітарка та машиністка УПА, районова УЧХ.

## Інфраструктура
В селі п'ять магазинів, неповна середня школа на 120 учнів, каплиця, у якій щороку відбуваються прощі, народний дім.
Церква Храм Святих безсеребряників Косми і Дем'яна, побудована у 1886 році, перебуває в ПЦУ. Храмове свято 14 листопада.
Відстань до районного центру становить 18 км, до пожежної частини - 38 км, лікарні - 12 км, до місцевої ради - 2 км, до обласного центру - 96 км.